# Lorenzo Baldisseri
Lorenzo Baldisseri (nascut el 29 de setembre de 1940 a Barga) ha estat el Secretari General del Sínode de Bisbes des del seu nomenament pel Papa Francesc el 21 de setembre de 2013. prèviament havia servit com a Secretari de la Congregació pels Bisbes.

## Biografia
Ordenat prevere el 1963, Baldisseri estudià a la Universitat Pontifícia Lateranense i a la Universitat de Perusa entre 1970 i 1973, abans de ser destinat a Guatemala com a part del Servei Diplomàtic de la Santa Seu. Treballà en diversos països més abans de ser destinat el 1992 a Haití, quan Joan Pau II el nomenà Nunci Apostòlic. Al mateix temps va ser nomenat bisbe titular de Bisbe titular de Diocleziana, amb dignitat d'arquebisbe. Entre els nomenaments posteriors com a Nunci hi ha els de Paraguai (1995-1999), Índia (2000-2002) i el Brasil (2002-2012).
La Congregació pels Bisbes, on serveix com a secretari, supervisa la selecció dels nous bisbes que no estan en territoris de missió en aquelles zones que estan sota la jurisdicció de la Congregació per a les Esglésies Orientals que tracta amb els catòlics orientals, pendent de l'aprovació del Papa. També programa les audiències papals que els bisbes han de realitzar cada 5 anys i supervisa la creació de noves diòcesis. Tradicionalment, el secretari de la Congregació pels Bisbes és també secretari del Col·legi de Cardenals. El 7 de març de 2012 el Papa Benet XVI el nomenà per a aquest càrrec, on serví fins al 28 de gener de 2014.
Serví com a secretari del conclave de 2013 per la seva funció de secretari del Col·legi de Cardenals. La secció portuguesa de Ràdio Vaticana informà que l'arquebisbe Baldisseri rebria la birreta cardenalícia del Papa Francesc al final del conclave. Aquesta era una antiga tradició, practicada per darrera vegada per Joan XXIII al 1958, quan posà el seu solideu sobre el cap d'Alberto di Jorio, secretari del conclave, creant-lo formalment cardenal al desembre d'aquell any. El Papa Francesc li hauria posat el solideu vermell al cap en rebre el seu nou solideu blanc mentre que li prestava acte d'obediència i respecte, i li hauria dit que era "cardinale a metà".
L'arquebisbe Baldisseri va ser nomenat pel Papa Francesc secretari general del Sínode de Bisbes el 21 de setembre de 2013. El 16 de novembre de 2013 va ser nomenat membre de la Congregació pels Bisbes. El gener del 2014 s'anuncià que seria elevat al cardenalat al consistori del 22 de febrer de 2014, rebent el títol de Cardenal diaca de Sant'Anselmo all'Aventino.